# Opération Y et autres aventures de Chourik
Pour plus de détails, voir Fiche technique et Distribution.
Opération Y et autres aventures de Chourik (en russe : Операция „Ы“ и другие приключения Шурика ; Operaciya „Ih“ i druguiye priklioutcheniya Churika) est une comédie burlesque soviétique réalisée par Leonid Gaïdaï et sortie en 1965.
Opération Y et autres aventures de Chourik est le plus grand succès du cinéma soviétique de l'année 1965. Avec 69,6 millions d'entrées, le film est aussi le 8e plus gros succès de l'histoire de l'Union soviétique.

## Synopsis
Chourik est un étudiant qui se retrouve souvent dans des situations ridicules, mais s'en sort toujours par différents moyens.
Le film se compose de trois parties indépendantes, Le Coéquipier (Naparnik), L'Hallucination (Navajdenié) et L'Opération "Y" (Operatsia Y).

## Fiche technique
- Réalisation : Leonid Gaïdaï
- Scénario : Leonid Gaïdaï, Yakov Kostyukovskiy, Moris Slobodskoï
- Photographie : Konstantin Brovine
- Direction artistique : Artur Berger
- Compositeur : Alexandre Zatsepine
- Montage : Valentina Yankovskaïa
- Son : Viktor Babouchkine, Viatcheslav Lechtchev

## Distribution
- Alexandre Demianenko : Chourik
- Natalia Selezniova : Lida
- Iouri Nikouline
- Gueorgui Vitsine
- Evgueni Morgounov
- Vladimir Bassov
- Valentina Berezoutskaia
- Zoïa Fedorova
- Emmanuil Gueller
- Gueorgui Gueorguiou
- Valeri Nossik
- Viktor Ouralski
- Viktor Pavlov
- Mikhaïl Pougovkine
- Alexeï Smirnov : Fedia
- Vladimir Vladislavski
- Natalia Hitzeroth: la maîtresse du chien

## Autres films avec le personnage de Chourik
- 1967 : La Prisonnière du Caucase ou les Nouvelles Aventures de Chourik